# Terres adjacentes (Provence)
Sous l'Ancien Régime, les Terres adjacentes sont des territoires relevant directement de l'intendant de Provence.

## Liste des Terres adjacentes
- Marseille[1]
- Arles[1]
- Salon[1] (aujourd'hui, Salon-de-Provence)
- Richebois
- Les Baux (aujourd'hui, Les Baux-de-Provence)
- Notre-Dame-de-la-Mer ou La-Ville-de-la-Mer (aujourd'hui, Saintes-Maries-de-la-Mer)
- Aureille
- Fontvieille
- Aurons
- Mondragon[2] ;
- Allan[3] ;
- le comté de Sault[2] comprenant Sault et les communautés d'habitants d'Aurel, Montjoux, Saint-Trinit, La Garde ou Lagarde (aujourd'hui, Lagarde-d'Apt) et Ferrassières ;
- le comté de Grignan[2] comprenant Grignan[4] et les communautés d'habitants de Chamaret[4], Chantemerle[4] (aujourd'hui, Chantemerle-lès-Grignan), Clansayes[4], Colonzelle[4],[5], Montjoyer[4], Montségur[4],[6] (aujourd'hui, Montségur-sur-Lauzon), Réauville[4],[7] et Salles[4],[8] (aujourd'hui, Salles-sous-Bois) ;

Trois cas particuliers :
- Saint-Tropez est adjoint aux terres adjacentes en 1672 en raison de ses privilèges fiscaux[2] ;
- Le Mas est adjoint aux terres adjacentes après que le village est devenu français à la suite du traité d'Utrecht de 1713[2] ;
- Entrevaux est confondue avec les terres adjacentes jusqu'en 1772[2].